# José Feliciano Pinto Coelho da Cunha
José Feliciano Pinto Coelho da Cunha, primeiro e único barão de Cocais, (1 de dezembro de 1792 – 9 de julho de 1869) foi um militar, nobre e político brasileiro.

## Biografia
Nasceu na Fazenda da Cachoeira, a dois quilômetros da vila colonial de Cocais (hoje, distrito da sede Barão de Cocais) e foi batizado em 16 de dezembro de 1792 na Capela de S. Ana de Cocais – Igreja São João Batista do Morro Grande, atual Barão de Cocais, MG com o nome de José Feliciano Pinto Salvador Antônio Martins Lopes Coelho da Cunha. 
Seu pai, o brigadeiro Antônio Caetano Moniz Pinto Coelho da Cunha, era 9º neto de Pêro Coelho, e 16º neto de Egas Moniz, o Aio. Já a mãe de José Feliciano, Ana Casimira Furtado Leite e Mendonça, era bisneta de Maximiano de Oliveira Leite e tetraneta de Fernão Dias Paes Leme. José Feliciano foi enviado pelos pais para estudar no Rio de Janeiro, onde acabou ingressando no Exército Imperial, alcançando a patente de tenente-coronel.

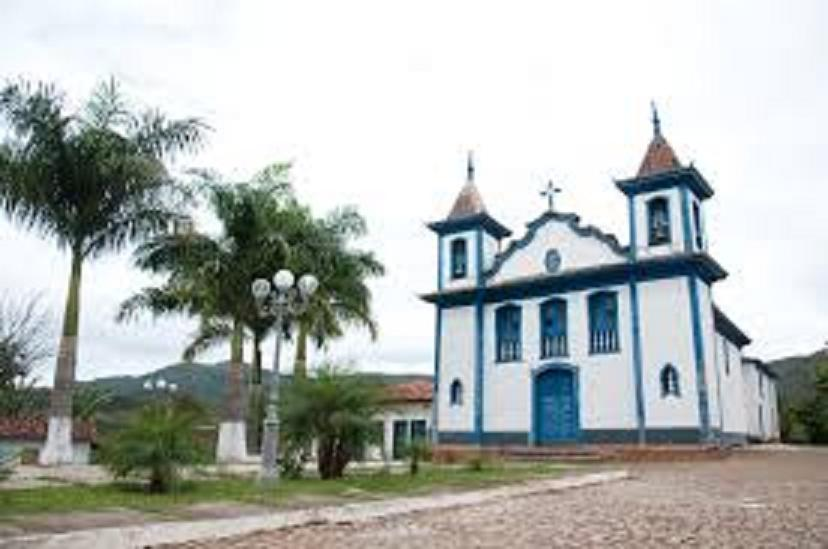
Barão de Cocais, cidade onde viveu.

Era primo de Felício Pinto Coelho de Mendonça, o primeiro marido da Marquesa de Santos.
Em 1822, participou do movimento da Independência e, em 1830, elegeu-se deputado geral do Império. Em 1833, tornou-se empresário, ao fundar a Companhia de Mineração Brasileira da Serra de Cocais, em associação com os ingleses da National Mining Company. O regente Diogo Feijó, em 1835, nomeia-o governador da província de Minas Gerais e, em 1840, vota pela maioridade de D. Pedro II do Brasil.
Em 1842, foi aclamado governador interino de Minas Gerais, em Barbacena, aceitando ser Comandante-Chefe da Revolução Liberal de Minas, ao lado de Teófilo Ottoni, do Cônego Marinho e outros. Como estrategista militar, vence todas as batalhas, mas resolve recuar no quartel-general de Santa Luzia, para atender ao pedido de pacificação do futuro duque de Caxias, que o visitou na Vila de Cocais. Cassados os seus direitos políticos, dois anos depois e anistiado, e reelege-se Deputado Geral de 1844 a 1848.
Em 1852 mudou-se para o interior de São Paulo, próximo à divisa com o Paraná onde a maior parte dos seus descendentes se fixaram.
Devido a sua lealdade, D. Pedro II o intitula barão em 1855. Viria a falecer catorze anos depois, vítima de tuberculose, sendo sepultado na Igreja de Santana, em Cocais.

## A herança de Cocais
Enquanto acionista da companhia de mineração do Morro Velho, o barão de Cocais enviou para depósito num banco em Londres avultadas somas em moeda corrente e em ouro "Toneladas em ouro extraído da mineradora".[carece de fontes?]  Morreu sem ter levantado as quantias aí depositadas, nem seus herdeiros à época reclamaram quaisquer direitos a esta herança.  Em 1965, o banco inglês informou o governo brasileiro da existência desta conta que, após 100 anos sem que os valores fossem levantados, iria prescrever a favor da coroa britânica.[carece de fontes?] Seus descendentes, de 4.ª e 5.ª geração, acorreram a arquivos e a advogados para provar seu parentesco e fazer o processo de habilitação à herança. Os herdeiros não se entenderam nem mandaram um procurador comum à Inglaterra, passaram-se 5 anos, e não esquecendo que o oficio veio da Inglaterra com um atraso de três anos e perderam a fabulosa herança.[carece de fontes?] Segundo consta, o valor acumulado, que seria de 120 milhões de libras, com os juros de 100 anos, o banco não teria capacidade de liquidar tal soma aos eventuais herdeiros. Os seus herdeiros, continuam vivos até hoje. Até onde se sabe, eles moram no interior, em Minas Gerais, em São Paulo, no sul do Brasil e Portugal, A referência do barão de cocais sao os Távora, - Paroquia de Tabuaco Nossa Senhora da Conceição em Tabuaço Portugal, apelido Pinto, apelido Macedo. Nessa referência do link existe telas pintadas a óleo, reparem em um autor com o nome de Antônio vinda do Brasil, Antônio Júlio de Abreu Macedo ,não esqueçam da rua Macedo Pinto link da paróquia e seu conteúdo https://tbcparoquia.pt/espaco-pastoral/paroquia-de-sao-batista-de-tavora/